# Žeravice (Czechy)
Žeravice – gmina w Czechach, w powiecie Hodonín, w kraju południowomorawskim. Według danych z dnia 1 stycznia 2014 liczyła 1 043 mieszkańców.